# Франц Йозеф фон Турн и Таксис
Франц Йозеф Максимилиан Мария Антониус Игнациус Ламорал фон Турн и Таксис (на немски: Franz Joseph Fürst von Thurn und Taxis; Franz Joseph Maximilian Maria Antonius Ignatius Lamoral, Fürst von Thurn und Taxis; * 21 декември 1893, Регенсбург; † 13 юли 1971, Регенсбург) е наследствен принц до 1918 г. и 9. княз на Турн и Таксис от 22 януари 1952 г. до смъртта си.

## Биография
Той е най-големият син на 8. княз Алберт фон Турн и Таксис (1867 – 1952) и съпругата му ерцхерцогиня Маргарета Клементина Австрийска (1870 – 1955), дъщеря на ерцхерцог Йозеф Карл Лудвиг Австрийски (1833 – 1905) и принцеса Клотилда от Саксония-Кобург и Гота (1846 – 1927).
Франц Йозеф следва от 1912 г. в университетите в Страсбург и Лайпциг и не завършва цялото си следване заради избухването на Първата световна война. Той става лейтенант в пруската войска. След края на войната се връща през януари 1919 г. в Регенсбург. През Втората световна война той участва на 46 години в края на юни 1940 г. във Франция и е уволнен от Вермахта на 31 март 1944 г. по нареждане на Хитлер. Единственият му син Габриел е убит на 17 декември 1942 г. в битката при Сталинград.
Франц Йозеф живее с фамилията си в къщата дворец (Нойеглофсхайм) в Талмасинг, през зимата в дворец Св. Емерам в Регенсбург, и управлява своите имоти. Той се занимава с лов, история и изкуство. Голямата си частна библиотека той преписва по-късно на „Княз Турн и Таксис дворцовата библиотека“. Почетен гражданин е на град Регенсбург.
Франц Йозеф фон Турн и Таксис умира след тежко заболяване на 13 юли 1971 г. на 77 години в Регенсбург и е погребан в манастирската капела-гробница в „Св. Емерам“ в Регенсбург. Наследен е от по-малкия му брат Карл Август (1898 – 1982).

## Фамилия
Франц Йозеф фон Турн и Таксис се жени на 23 ноември 1920 г. в дворец Бронбах във Вертхайм за принцеса Елизабет/Изабел Мария Алберта фон Браганса от Португалия (* 19 ноември 1894, Клайнхойбах; † 12 януари 1970, Регенсбург), дъщеря на херцог Мигел Брагански (1853 – 1927) и принцеса Мария Тереза фон Льовенщайн-Вертхайм-Розенберг (1870 – 1935), дъщеря на княз Карл Хайнрих фон Льовенщайн-Вертхайм-Розенберг. Тя е внучка на крал Мигел I. Те имат пет деца:
- Габриел Алберт Мария Михаел Франц Йозеф Галус Ламорал (* 16 октомври 1922, двореца при Регенсбург; † 17 декември 1942, убит в битка при Сталинград, Русия, на 20 години), наследствен принц на Турн и Таксис
- Маргарета Михаела (* 16 октомври 1922, Регенсбург; + 17 октомври 1922, Регенсбург), близначка
- Хелена Мария Максимилиана Емануела Михаела Габриела Рафаела (* 27 май 1924, двореца при Регенсбург; † 27 октомври 1991, Монте Карло), омъжена на 18 април 1947 г. и църковно на 29 април 1947 г. в Регенсбург (бракът е анулиран 1967 и развод на 5 септември 1968 в Мюнхен) за граф Рудолф Ервайн фон Шьонборн-Визентхайд (* 1 октомври 1918, Вюрцбург; † 3 май 1998, Рорбах, Горна Австрия); има трима сина и една дъщеря
- Мария Терезия Михаела Рафаела Габриела Каролина Лудовика (* 10 септември 1925, дворец Таксис, Дишинген; † 27 април 1997, Швайгерьод), омъжена на 19 юни 1955 г. в двореца при Регенсбург за граф Франц Едуард фон Оперсдорф (* 19 юни 1919, Оберглогау; † 25 август 1985, Мюнхен); има два сина и три дъщери
- Мария Фердинанда Евдоксия Михаела Габриела Рафаела, (* 29 декември 1927, двореца при Регенсбург), омъжена на 15 юли 1950 г. в Регенсбург (бракът е анулиран на 7декември 1954 в Брайзгау) за принц Франц Йозеф фон Хоенцолерн-Зигмаринген (* 15 март 1926; † 13 май 1996)